# 南海海槽

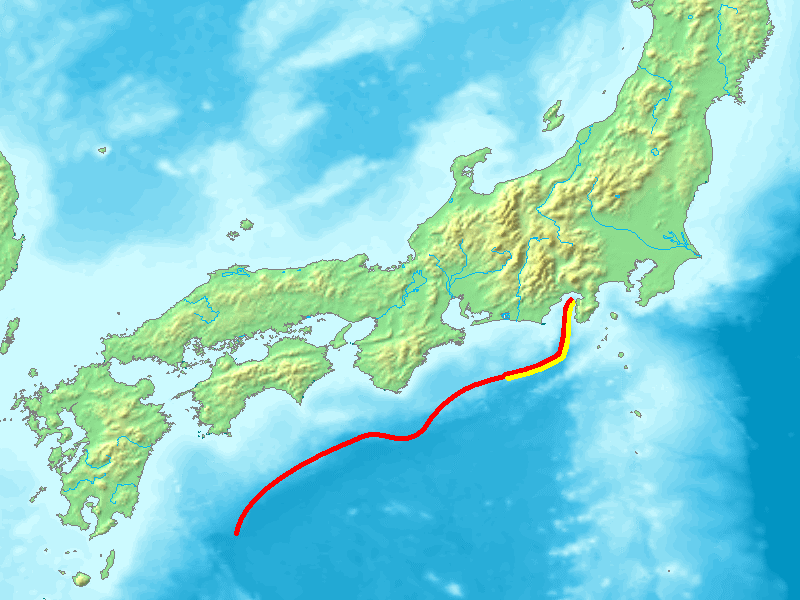
南海海槽（红线）的位置。黄线区域又称骏河海槽。

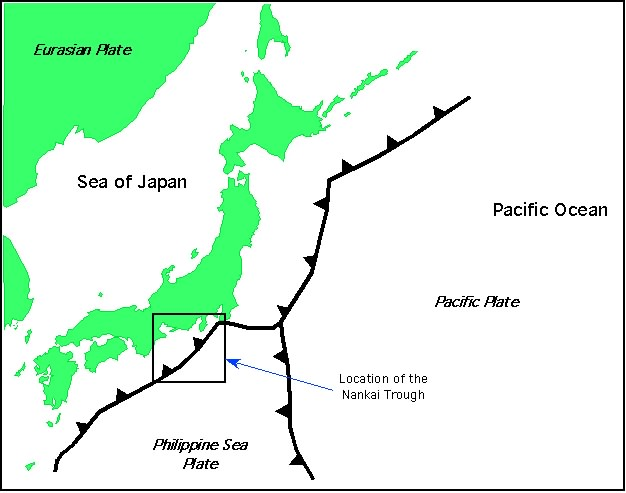
南海海槽的位置

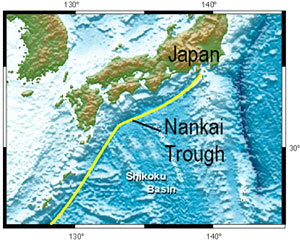
南海海槽与西日本的地形

南海海槽（日语：南海トラフ）是指日本骏河湾其至九州以东海面约700平方公里的海槽（隱沒帶）。這海槽是由菲律宾海板块和阿穆尔板块（一般认为是与欧亚大陆板块的聚合板块边缘，但也有声音认为南海海槽的地震应考虑上阿穆尔板块向东北日本的东进。）的裂張運動形成。深度是4,000～4,800公尺（最深处达4,500～4,800公尺）。也被稱為西南日本海沟、南海舟状海盆。南海海槽特大地震是指在南海海槽周期性发生的規模8级以上的大地震。

## 地殼運動速率

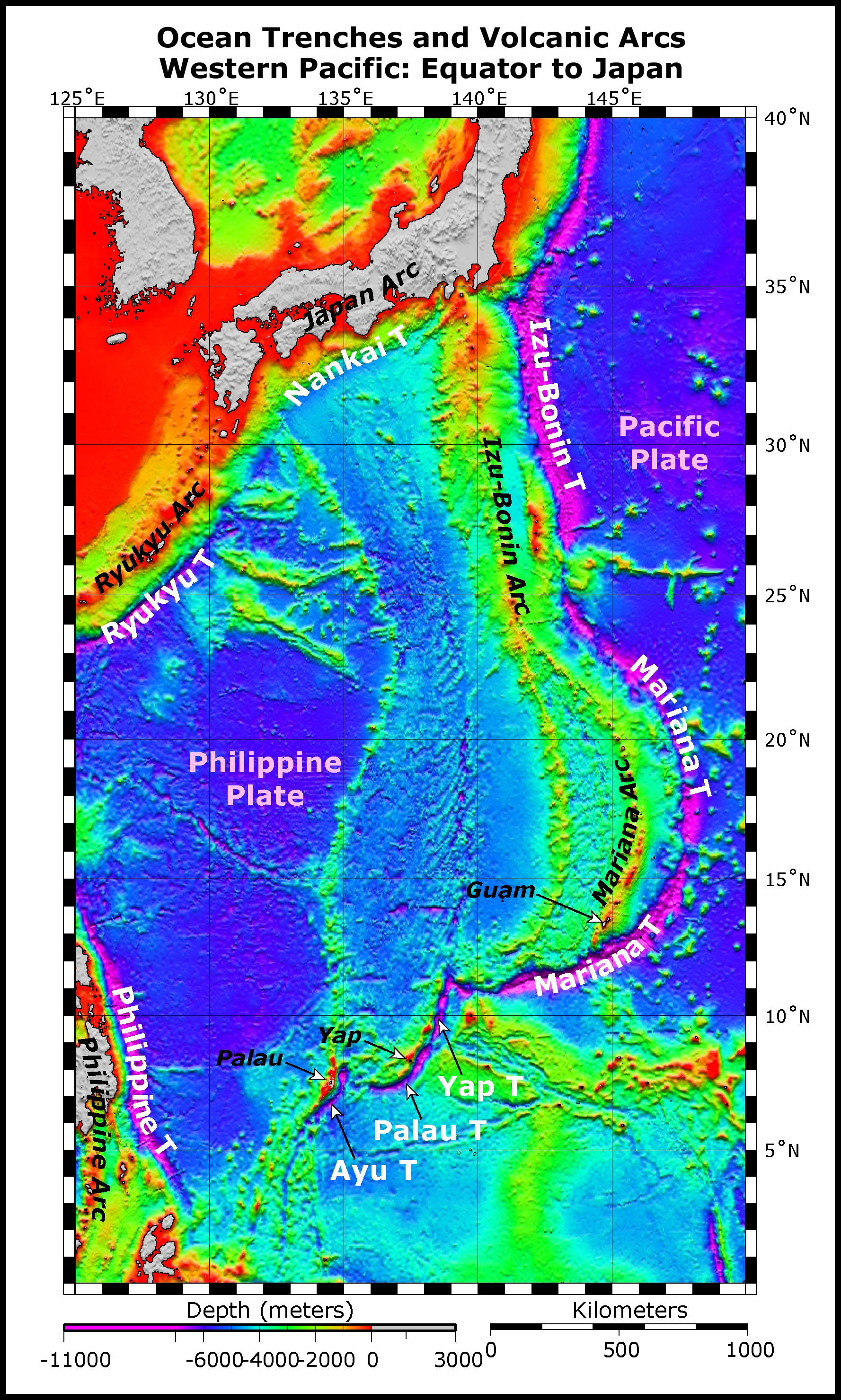
西太平洋海底地理特徵。

由於南海海槽沒有限制板塊的擴張脊，因此很難用傳統的地質方法估算板塊運動速度。該區域並不存在於原始NUVEL模型中（DeMets等人，1990年）。然而，最近的一項包括菲律賓海板塊的研究是基於NUVEL-1A模型的數據（Zang等人，2002年）。這項研究估計南海海槽的俯衝速度約為43毫米/年。

## 沉積學
槽谷中的沉積物主要為壕溝狀浊积岩 (Spinelli et al., 2007)。有跡象顯示岩石內的孔隙度保留增加。通常孔隙度會隨著深度增加而減少。然而，在1173號鑽場，孔隙度在深處有異常的保存。這可歸因於沉積後蛋白石膠結，保留了孔隙度 (Spinelli et al., 2007)。在南海海槽以及四國盆地中，主要為輝石的析出黏土隨著時間與位置的不同而呈現變化。在深度上，沉積物中的直閃石黏土含量增加，推斷沉積源岩已發生變化 (Steurer et al., 2003)。此外，地熱會改變輝閃石，使其轉變為伊利石粘土（Steurer等人，2003年）。

## 構造結構
南海海槽的變形非常活躍，也是地震活動頻繁的地區。變形集中在最外層的覆蓋帶，並有大量的「非順序」推力發生在陸上。根據Operto等人2006年的研究，利用全波形斷層掃描找出南海海槽的幾個強烈構造活動區。上部增生稜脈的上部及下部的逆止層目前正經歷大量的壓縮壓力。Operto等人在2006年發現了幾條推斷斷層，其中最接近俯衝帶的推斷斷層是活躍的。此外，Pisani等人，2006年，發現了沿著南海海槽的原推斷斷層和解理面。最近，人們對俯衝沉積物中伊利石粘土的水釋放興趣大增。

## 地震活動
南海海槽是一個活躍地震帶的近地表延伸，傾斜於日本西南部之下。在地震模擬方面，斷裂帶被細分為五個區域 (Mitsui等人, 2004)。這五個細分區域在地震行為上顯示出有趣的差異：地震頻率以90到150年的週期變化 (Mitsui等人, 2004; Tanioka等人, 2004)，沿斷層區段發生相似的滑動，細分斷層的順序，以及最後不同的崩塌特徵。水文觀測站設置於2000年鑽探的鑽孔 (综合大洋钻探计划 IODP 808與1173號地點)，試圖量化因菲律賓海板塊來臨所造成的孔隙流體壓力變化 (Davis等人, 2006)。808號地點位於主推力斷層的前段，而1173號地點則距離前端推力帶約11公里 (Hitoshi等人，2006)。其他有趣的壓力量測結果為鑽孔附近沉積物變形所造成的壓力變化，以及壓力變化時極低地震群的影響（Davis等人，2006）。工作假設是壓力變化表示地層內的彈性應變發生了變化（Davis等人，2006年）。
鑽孔儀器所測量到的壓力向海的變化，很可能表示前一次大推力地震所造成的沉積物鬆弛。此外，短周期地震似乎與海山等測深高點有某種程度的關係。Kanda等人於2004年透過地震資料的反演分析得出此結論。歷史上，南海海槽最近一次大規模地震發生於1944年紀伊半島附近。利用最近的海底地震儀研究，已確定大部分地震發生在海槽軸線附近(Obana等人, 2006)。沿著南海海槽的西部，地震似乎與地殼結構的不規則有關，例如由俯衝海底產生的裂縫，包括四國盆地的弧後盆地殼，以及由於覆蓋板塊下方最上層地幔的蛇狀化所造成(Obana等人, 2006)。最近沿著南海海槽的俯衝所導致的大規模地震，都發生在俯衝板塊傾角大規模增加的區域 (Hori等人, 2004)。

### 引用
1. 1 2 3  南海トラフ （页面存档备份，存于）（日語）
2. ↑  石橋克彦“南海トラフ巨大地震 -歴史・科学・社会”岩波出版、2014年
3. ↑  瀬野徹三（2011）：「南海トラフ巨大地震 -その破壊の様態とシリーズについての新たな考え」PDF，東京大学地震研究所，2011年
4. ↑  島崎邦彦.  (PDF). 第57回 東レ科学振興会科学講演会記録. 2007  [2019-12-05]. （原始内容 (PDF)存档于2018-02-01）.
5. ↑  小山順二，都筑基博，蓬田清，吉澤和範（2013）：2011年東北沖超巨大地震が明らかにした超巨大地震の多様性，北海道大学地球物理学研究報告，76，129-146。

### 文献
- 「南海トラフの地震の長期評価について(2001年公表版) （页面存档备份，存于）」、地震調査研究推進本部 地震調査委員会、2001年9月27日付、2013年6月4日閲覧。
- 「南海トラフの地震活動の長期評価（第二版,2013年公表版）について （页面存档备份，存于）」、地震調査研究推進本部 地震調査委員会、2013年5月24日付、2013年6月4日閲覧。
- 「南海トラフの地震を想定した強震動評価手法について（中間報告） （页面存档备份，存于）」、地震調査研究推進本部 地震調査委員会、2001年12月7日付、2013年6月4日閲覧。
- 「1944東南海地震・1945三河地震 -第1章 東南海地震の災害の概要」中央防災会議 『災害教訓の継承に関する専門調査会（页面存档备份，存于）報告書』2007年3月
- 「南海トラフ巨大地震対策について 中間報告PDF」中央防災会議 防災対策推進検討会議 南海トラフ巨大地震対策検討ワーキンググループ （页面存档备份，存于）、2012年7月19日
- 宇佐美龍夫 『最新版 日本被害地震総覧』 東京大学出版会、2003年
- 宇津徳治、嶋悦三、吉井敏尅、山科健一郎『地震の事典』朝倉書店、2001年
- 宇津徳治，1990，世界の被害地震の表（古代から1989年まで），宇津徳治，東京，243 p．
- Utsu, T., 2002, A list of deadly earthquakes in the World: 1500-2000, in International Handbook of Earthquake and Engineering Seismology Part A, edited by Lee, W.K., Kanamori, H., Jennings, P.C., and Kisslinger, C., pp. 691-717, Academic Press, San Diego.
- 宇津徳治，2004，世界の被害地震の表（古代から2002年まで），宇津徳治先生を偲ぶ会，東京，電子ファイル最終版．
- 防災システム研究所 東海道、南海道の地震 （页面存档备份，存于）